# Fairmont Golden Prague
Hotel Fairmont Golden Prague se nachází v Praze 1 na Starém Městě v ulici Pařížská 43/30 mezi náměstím Curieových a náměstím Miloše Formana, v lokalitě zvané Na Františku. Vystavěn byl v letech 1968–1974 a až do svého přejmenování v roce 2025 byl provozován pod názvem InterContinental.

## Popis budovy
Budova hotelu je poměrně rozsáhlá, navržená v brutalistním slohu, a hlavním stavebním materiálem je holý beton a skleněné pásy oken s keramickým obkladem, který navrhl Zbyněk Sekal. Vnější tvar hotelu je svisle rozčleněn na několik menších částí, aby budova lépe korespondovala s historickou zástavbou pražského Starého Města. Jedná se pětihvězdičkový hotel.
Sochař Miloslav Hejný vytvořil pro hotelovou restauraci monumentální soubor dřevěných skulptur s centrálním krbem s názvem Začarovaný les. Část instalace se dochovala v přízemí hotelu dodnes.
V interiéru byly obrazy od Františka Ronovského, skleněné plastiky od tria autorů Čermák, Čermáková, Jíra, lustry byly od Reného Roubíčka.
Z restaurace Zlatá Praha je unikátní výhled na pražské střechy a věže.
Fairmont Hotels & Resorts, globální řetězec hotelů, který provozuje více než 70 objektů po celém světě, jej převzal a v roce 2025 po přestavbě jej otevře pod názvem Fairmont Golden Prague, čímž se zároveň stane prvním hotelem řetězce Fairmont Hotels & Resorts ve Střední Evropě. Mělo by jít o zařízení s 320 pokoji, restauracemi, bary, fitness centrem a konferenčním sálem pro až 600 lidí.

## Historie

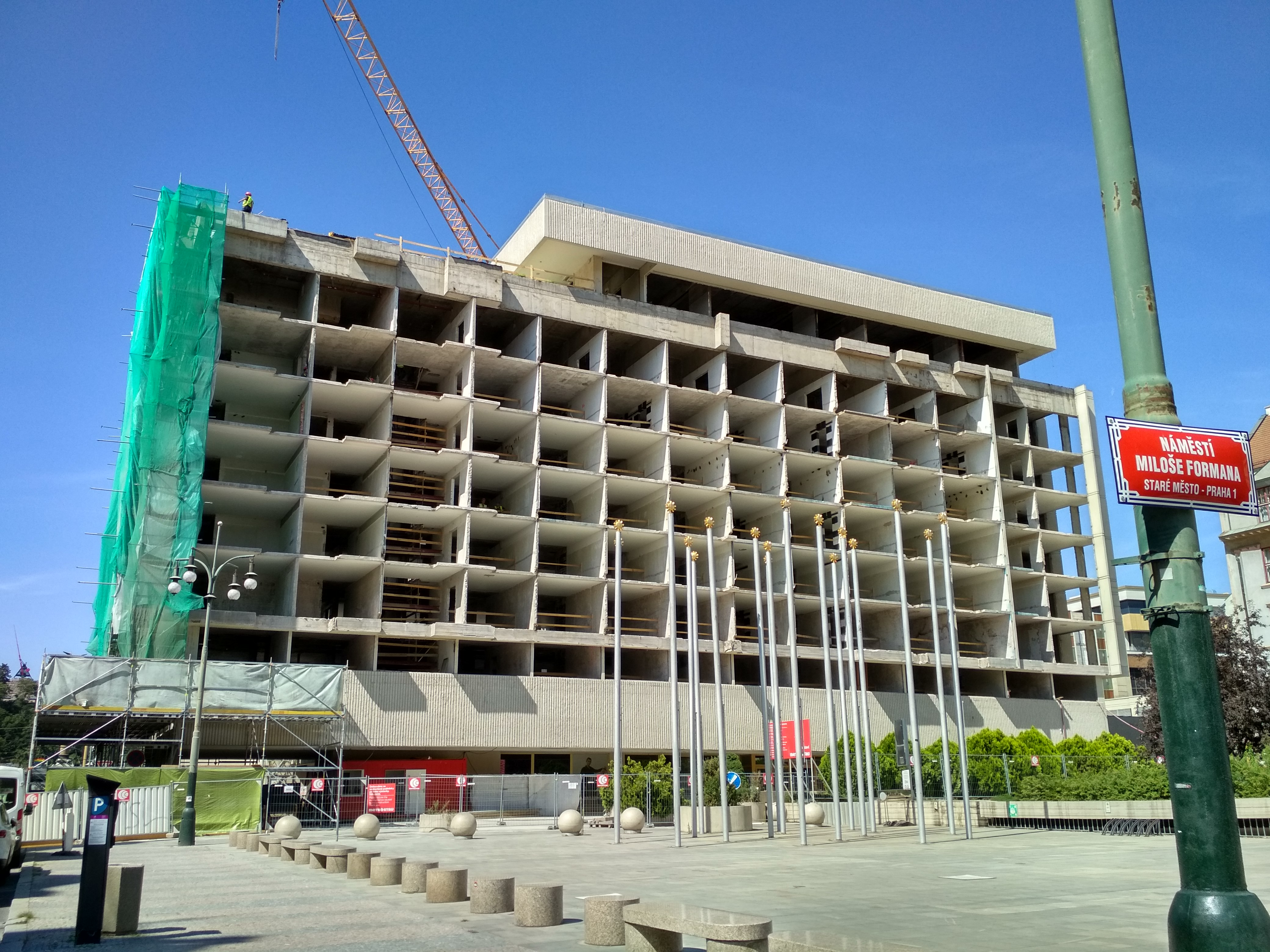
Lokace hotelu a typické prvky brutalistické architektury – surový beton, robustní pravoúhlé tvary

Hotel s původním názvem InterContinental byl vystavěn v letech 1968–1974 podle projektu atelieru Epsilon. Na projektu pracovali architekti Karel Filsak, Karel Bubeníček a Jaroslav Švec. Stavební parcela byla zčásti volná plocha po zásahu bombou za druhé světové války a zčásti vznikla demolicí několika domů obrácených dvorní fasádou do Pařížské třídy. Projekt vznikl na základě dohody československé vlády se společností PanAm, které síť hotelů Intercontinental patřila. Měl ubytovat v cca 400 pokojích hosty letecké linky PanAm s destinací Praha. Firma Bechtel Corp. řídila management projektu. Zadání bylo podle knihy standardů firmy Intercontinental. Projekt byl realizován podle návrhu Karla Filsaka a Jiřího Geberta [zdroj?]. Koncept nepravidelného vertikálního řešení fasád se prosadil v konečném návrhu a v rámci možností tehdejší technologie korespondoval s měřítkem staroměstské zástavby. Filsakův urbanistický koncept s piazzetou do Pařížské třídy, s odsazením dominantní fasády od eklektické zástavby Pařížské třídy a prostorem před Staronovou synagogou je velkorysou ukázkou integrování hmoty stavby do kontextu zástavby, a tak i obohacením Prahy.[zdroj?] Projekt byl možný jen po demolici několika domů. Betonové krabice restaurace a technických zařízení nejvyšších pater ovšem pražské panorama ruší, stejně jako pozdější přístavba „bubliny“ wellness před Právnickou fakultou.[zdroj?] Zapuštění téměř nepřístupné hotelové zahrady pod úroveň nábřeží dovolilo splnit objem bez navýšení stavby a z náměstí Curieových vytvořilo zahradní protějšek vltavské náplavky na Dvořákově nábřeží.
Po roce 1968 se v rámci normalizace stal majitelem hotelu a provozovatelem ČEDOK, americké společnosti byly z projektu vytlačeny. Hotel byl tak otevřen se zpožděním až v roce 1974.[zdroj?]
V letech 1992–1995 proběhla pod vedením architekta Romana Kouckého renovace a v roce 2002 byla provedena kompletní obnova interiérů.[zdroj?]
V  lednu 2019 byl hotel koupen miliardáři Oldřichem Šlemrem, Pavlem Baudišem a Eduardem Kučerou (skupina R2G). V letech 2021–2023 probíhala rekonstrukce, kdy z původního hotelu zůstaly jen holé zdi. Autor rekonstrukce je Marek Tichý z ateliéru TaK Architects. Některé betonové konstrukce bylo potřeba vyměnit. Do prostor rekonstruovaného objektu se vrátily repliky původního vybavení a prvků. Po několikaleté přestavbě byl v dubnu 2025 otevřen.
Patřil do mezinárodní sítě hotelů InterContinental Hotels Group.[zdroj?]

## Film
Okolí hotelu bylo použito ve filmu Zítra vstanu a opařím se čajem, jeho samotná budova pak představovala sídlo společnosti Universum. Tento nápis sem byl pro filmové účely umístěn, původní však nebyl zakryt, a je tedy v záběru dobře patrný. Hotel se objevil také ve filmech Faunovo velmi pozdní odpoledne, Buldoci a třešně a v seriálu Chalupáři. V hotelu se odehrává příběh (rovněž vizualizované) písně Jiřího Dědečka Pivo, rum.

## Majitelé
- 1974–1990: ČEDOK (národní podnik)
- 1990–1999: bankovní fondy v rámci kupónové privatizace
- 1999–2010: Strategic Hotels & Resorts[9]
- 2010–2013: Westmont Hospitality Group (odhadovaná kupní cena: 2,6 mld. Kč)[10][11]
- 2013–2019: Best Hotel Properties (odhadovaná kupní cena: 3 mld. Kč)[12]
- od 2019: R2G (odhadovaná kupní cena: 5,8 mld. Kč)[13][14]

## Další fotografie

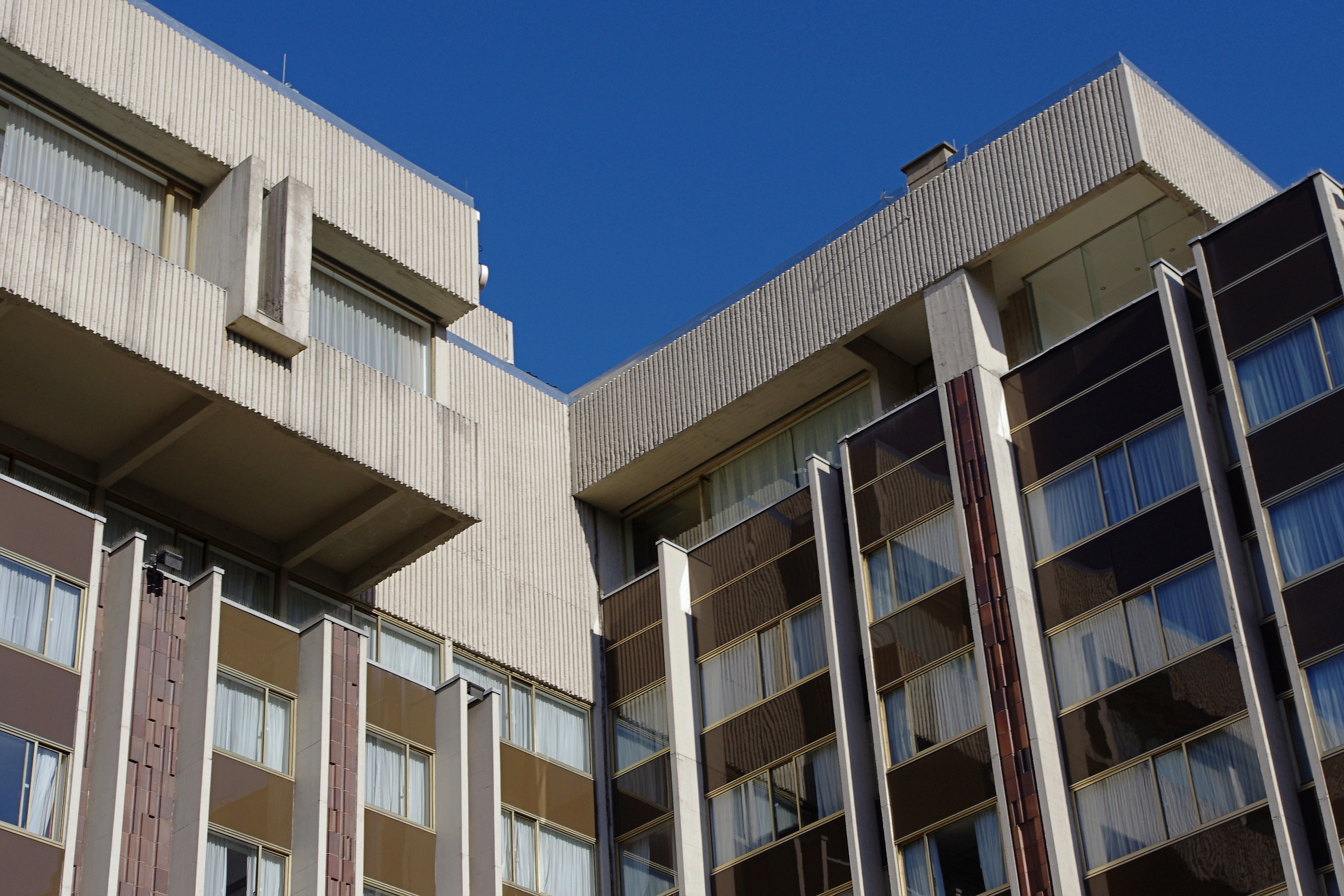
Detail horní části hotelu
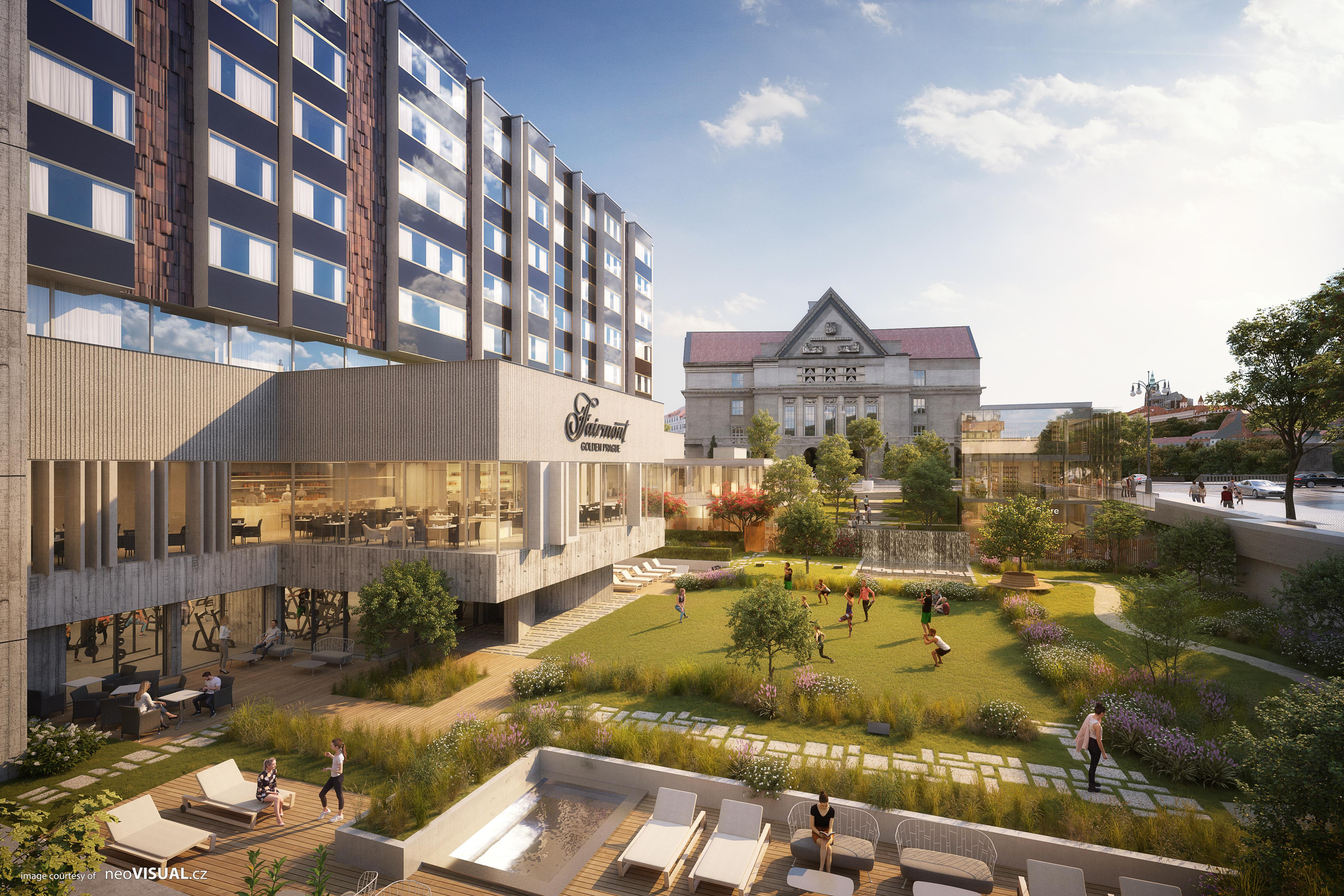